# Análise isotópica

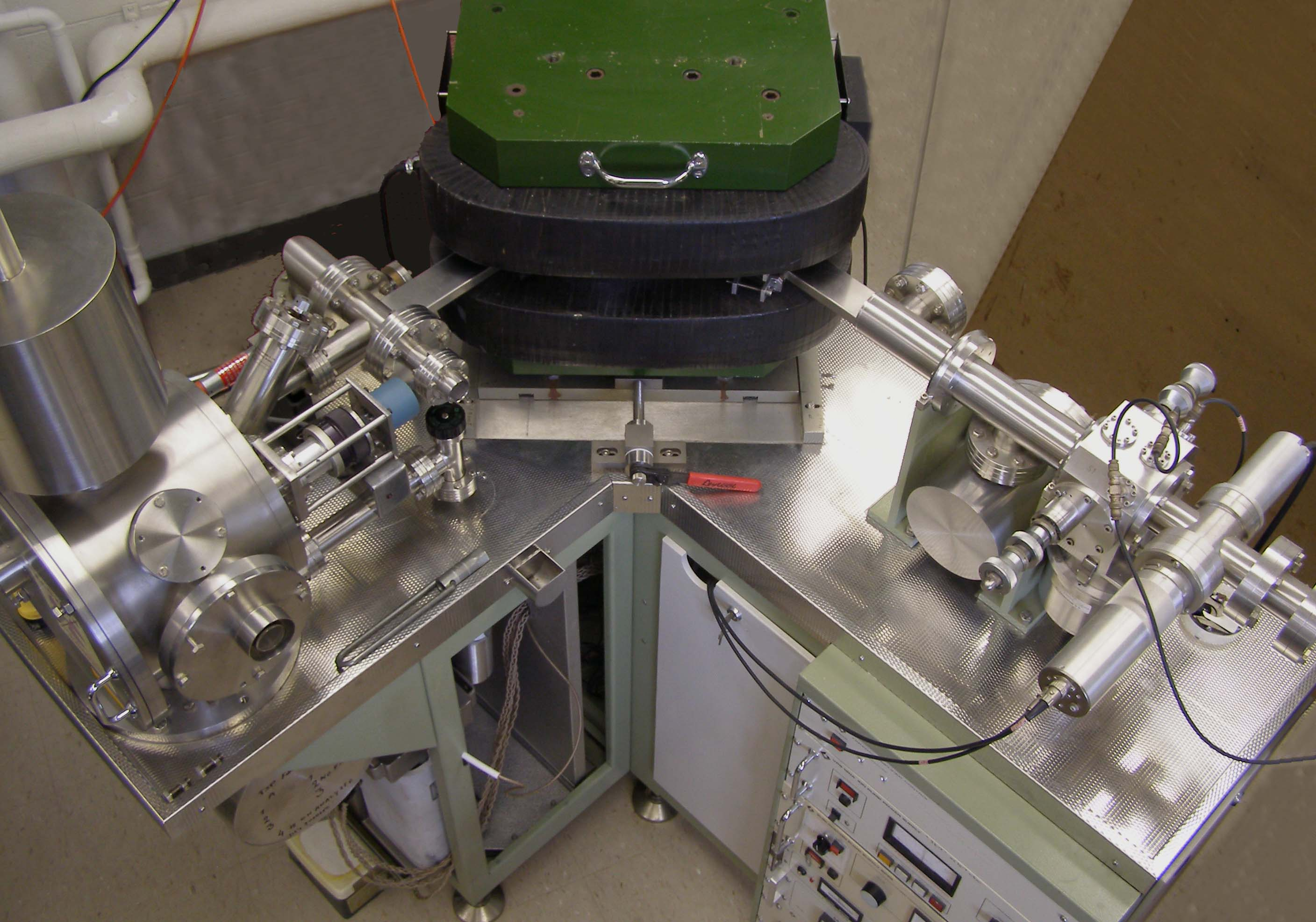
Espectrômetro de massa de setor magnético usado na análise de razão isotópica, através de ionização térmica.

Análise isotópica é a identificação de assinatura isotópica, a abundância de certos isótopos estáveis e elementos químicos dentro de compostos orgânicos e inorgânicos. A análise isotópica pode ser usada para entender o fluxo de energia através de uma teia alimentar, para reconstruir as condições ambientais e climáticas passadas, para investigar dietas humanas e animais no passado, para a autenticação de alimentos e uma variedade de outras práticas físicas, geológicas, paleontológicas e químicas processos. Razões de isótopos estáveis são medidas usando espectrometria de massa, que separa os diferentes isótopos de um elemento com base em suas razões massa-carga.

## Tecidoafetado
Oxigênio isotópico é incorporado no corpo principalmente através da ingestão ao ponto em que é usado na formação de, para fins arqueológicos, ossos e dentes. O oxigênio é incorporado à apatita hidroxilcarbônica do osso e esmalte dentário.
Osso é continuamente remodelado ao longo da vida de um indivíduo. Embora a taxa de turnover de oxigênio isotópico em hidroxiapatita não é totalmente conhecido, presume-se que seja semelhante ao de colágeno; aproximadamente 10 anos. Consequentemente, se um indivíduo permanecer em uma região por 10 anos ou mais, as razões isotópicas do oxigênio no osso, a hidroxiapatita refletiria as taxas de oxigênio presentes naquela região.
Dentes não estão sujeitos a remodelação contínua e, portanto, suas razões isotópicas de oxigênio permanecem constantes desde o momento da formação. As razões isotópicas de oxigênio dos dentes, então, representam as proporções na região em que o indivíduo nasceu e cresceu. Na presença de dentes decíduos, também é possível determinar a idade em que a criança foi desmamada. A produção de leite materno se baseia na água corporal da mãe, que tem níveis mais elevados de 18O devido à perda preferencial de 16O pelo suor, urina e vapor d'água expirado.
Embora os dentes sejam mais resistentes a mudanças químicas e físicas ao longo do tempo, ambos estão sujeitos a processos pós-deposicionais diagênese. Como tal, a análise isotópica faz uso dos grupo fosfato mais resistentes, ao invés do menos abundante grupo hidroxila ou os grupos diagenéticos carbonato mais prováveis presentes.

## Aplicações
A análise de isótopos tem ampla aplicabilidade nas ciências naturais. Isso inclui inúmeras aplicações nas ciências biológicas, geociências e ciências ambientais.

### Arqueologia

#### Reconstruindo dietas antigas
Materiais arqueológicos, tais como ossos, resíduos orgânicos, cabelos ou conchas do mar, podem servir como substratos para análises isotópicas. As razões de isótopos de carbono, nitrogênio e zinco são usadas para investigar as dietas de pessoas do passado. Esses sistemas isotópicos podem ser usados com outros, como estrôncio ou oxigênio, para responder a perguntas sobre movimentos populacionais e interações culturais, tal como comércio.
Isótopos de carbono são analisados em arqueologia para determinar a fonte de carbono na base da cadeia alimentar. Examinando a razão isotópica de 12C/13C, é possível determinar se animais e humanos comeram predominantemente plantas de fixação do carbono C3 ou C4. Potenciais fontes de alimentos C3 incluem trigo, arroz, tubérculos, frutas, nozes e muitos vegetais, enquanto as fontes de alimentos C4 incluem painço e cana-de-açúcar. As razões de isótopos de carbono também podem ser usadas para distinguir entre fontes de alimentos marinhas, de água doce e terrestres.
As razões de isótopos de carbono podem ser medidas no colágeno ósseo ou mineral ósseo (hidroxiapatita), e cada uma dessas frações do osso pode ser analisada para esclarecer os diferentes componentes da dieta. O carbono no colágeno ósseo é predominantemente proveniente da proteína dietética, enquanto o carbono encontrado no mineral ósseo é proveniente de todo o carbono dietético consumido, incluindo carboidratos, lipídios e proteínas.
Para obter uma imagem precisa dos paleodietas, é importante compreender os processos de diagênese que pode afetar o sinal isotópico original. Também é importante para o pesquisador conhecer as variações dos isótopos dentro dos indivíduos, entre indivíduos e ao longo do tempo.

#### Fornecimento de materiais arqueológicos
A análise isotópica tem sido particularmente útil em arqueologia como meio de caracterização. A caracterização de artefatos envolve a determinação da composição isotópica de possíveis materiais de origem, como corpos de minério de metal, e a comparação desses dados com a composição isotópica dos artefatos analisados. Uma ampla gama de materiais arqueológicos, como metais, vidro e pigmentos à base de chumbo, foram obtidos usando a caracterização isotópica. Particularmente na Idade do Bronze do Mediterrâneo, a análise de isótopos de chumbo tem sido uma ferramenta útil para determinar as fontes de metais e um indicador importante dos padrões de comércio. A interpretação de dados de isótopos de chumbo é, no entanto, frequentemente controversa e enfrenta vários desafios instrumentais e metodológicos. Problemas como mistura e reutilização de metais de diferentes fontes, dados confiáveis limitados e contaminação de amostras podem ser problemas de difícil interpretação.

### Ecologia
Todos os elementos biologicamente ativos existem em várias formas isotópicas diferentes, das quais duas ou mais são estáveis. Por exemplo, a maior parte do carbono está presente como 12C, com aproximadamente 1% sendo 13C. A proporção dos dois isótopos pode ser alterada por processos biológicos e geofísicos, e essas diferenças podem ser utilizadas de várias maneiras pelos ecologistas.
Os principais elementos usados na ecologia de isótopos são carbono, nitrogênio, oxigênio, hidrogênio e enxofre, mas também incluem silício, ferro e estrôncio.

#### Análise de isótopos estáveis em ecossistemas aquáticos
Isótopos estáveis tornaram-se um método popular para a compreensão dos ecossistemas aquáticos porque podem ajudar os cientistas a compreender ligações de fontes e processar informações em cadeias alimentares marinhas. Essas análises também podem ser usadas até certo ponto em sistemas terrestres. Certos isótopos podem significar produtores primários distintos formando as bases do posicionamento da cadeia alimentar e do nível trófico. As composições de isótopos estáveis são expressas em termos de valores delta (δ) em por mil (‰), ou seja, partes por mil diferenças de um padrão. Eles expressam a proporção de um isótopo que está em uma amostra. Os valores são expressos como:
δX = [(Ramostra / Rpadrao) – 1] × 103
onde X representa o isótopo de interesse (e.g., 13C) e R representa a razão do isótopo de interesse e sua forma natural (e.g., 13C/12C). Valores delta mais altos (ou menos negativos) indicam aumentos no isótopo de interesse de uma amostra, em relação ao padrão, e valores mais baixos (ou mais negativos) indicam diminuições. Os materiais de referência padrão para carbono, nitrogênio e enxofre são calcário Belamnite Pee Dee, gás nitrogênio na atmosfera e meteorito Cañon Diablo, respectivamente. A análise geralmente é feita usando um espectrômetro de massa, detectando pequenas diferenças entre os elementos gasosos. A análise de uma amostra pode custar de US$ 30 a US$ 100.
Os isótopos estáveis auxiliam os cientistas na análise das dietas e teias alimentares dos animais, examinando os tecidos animais que apresentam um enriquecimento ou esgotamento isotópico fixo versus a dieta. Frações musculares ou protéicas se tornaram o tecido animal mais comum usado para examinar os isótopos porque eles representam os nutrientes assimilados em sua dieta. A principal vantagem de usar a análise de isótopos estáveis em oposição às observações do conteúdo do estômago é que não importa qual seja o estado do estômago do animal (vazio ou não), os marcadores de isótopos nos tecidos nos darão uma compreensão de sua posição trófica e fonte de alimento. Os três principais isótopos usados na análise da cadeia alimentar de ecossistemas aquáticos são 13C, 15N e 34S. Enquanto todos os três indicam informações sobre dinâmica trófica, é comum realizar análises em pelo menos dois dos 3 isótopos mencionados anteriormente para melhor compreensão das interações tróficas marinhas e para resultados mais sólidos.

##### Carbono-13
Isótopos de carbono nos ajudam a determinar a fonte de produção primária responsável pelo fluxo de energia em um ecossistema. A transferência de 13C através dos níveis tróficos permanece relativamente o mesmo, exceto por um pequeno aumento (um enriquecimento <1 ‰). Grandes diferenças de δ13C entre animais indicam que eles têm diferentes fontes de alimento ou que suas teias alimentares são baseadas em diferentes produtores primários (i.e. diferentes espécies de fitoplâncton, gramíneas do pântano). Porque δ13C indica a fonte original dos produtores primários, os isótopos também podem nos ajudar a determinar mudanças nas dietas, tanto de curto, longo prazo ou permanentes. Essas mudanças podem até mesmo se correlacionar com mudanças sazonais, refletindo a abundância do fitoplâncton. Os cientistas descobriram que pode haver uma ampla gama de δ13C valores em populações de fitoplâncton em uma região geográfica. Embora não seja totalmente certo por que isso pode ser, existem várias hipóteses para essa ocorrência. Estes incluem isótopos dentro de pools de carbono inorgânico dissolvido (abreviado na literatura em inglês como DIC, de dissolved inorganic carbon) pode variar com a temperatura e localização e que as taxas de crescimento do fitoplâncton podem afetar sua absorção dos isótopos. δ13C tem sido usado para determinar a migração de animais jovens de áreas protegidas na costa para locais em alto mar, examinando as mudanças em suas dietas. Um estudo de Fry (1983) estudaram as composições isotópicas em camarões juvenis de planícies de grama do sul do Texas. Fry descobriram que no início do estudo o camarão tinha valores isotópicos de δ13C = -11 a -14‰ e 6-8‰ para δ15N e δ34S. Conforme o camarão amadureceu e migrou para o mar, os valores isotópicos mudaram para aqueles que se assemelham a organismos de alto mar (δ13C=  -15‰ e δ15N = 11.5‰ e δ34S = 16‰).

##### Enxofre-34
Embora não haja enriquecimento de 34S entre os níveis tróficos, o isótopo estável pode ser útil para distinguir produtores bentônico vs. pelágico e produtores de pântanos vs. fitoplâncton. Similar a 13C, também pode ajudar a distinguir entre diferentes fitoplâncton como os principais produtores primários em cadeias alimentares. As diferenças entre sulfatos e sulfetos da água do mar (c. 21‰ vs -10‰) auxiliam cientistas nas discriminações. O enxofre tende a ser mais abundante em áreas menos aeróbicas, como sistemas bentônicos e plantas pantanosas, do que nos sistemas pelágicos e mais aeróbicos. Assim, nos sistemas bentônicos, existem menores valores δ34S.

##### Nitrogênio-15
Isótopos de nitrogênio indicam a posição do nível trófico dos organismos (refletindo o momento em que as amostras de tecido foram coletadas). Existe um componente de enriquecimento maior com δ15N porque sua retenção é maior do que a de 14N. Isso pode ser visto analisando os resíduos de organismos. A urina de gado mostrou que há uma depleção de 15N relacionada à dieta. À medida que os organismos comem uns aos outros, o isótopo 15N é transferido para os predadores. Assim, organismos superiores na pirâmide trófica acumulam níveis mais altos de 15N ( e mais altos valores δ15N ) em relação às suas presas e outros antes deles na cadeia alimentar. Numerosos estudos sobre ecossistemas marinhos mostraram que, em média, existe um enriquecimento de 3.2‰ de 15N vs. dieta entre diferentes espécies de nível trófico em ecossistemas. No mar Báltico, Hansson et al. (1997) descobriram que ao analisar uma variedade de criaturas (como matéria orgânica particulada (fitoplâncton), zooplâncton, mysidas, espadilhas, esperlanos (Osmerus eperlanus) e arenques) houve um fracionamento aparente de 2,4 ‰ entre os consumidores e suas presas aparentes.
Além do posicionamento trófico dos organismos, δ15N os valores tornaram-se comumente usados para distinguir entre as fontes naturais de nutrientes e as derivadas da terra. Conforme a água viaja das fossas sépticas para os aquíferos, a água rica em nitrogênio é enviada para as áreas costeiras. Nitrato de águas residuais tem maiores concentrações de 15N do que o nitrato que é encontrado em solos naturais nas zonas costeiras. Para as bactérias, é mais conveniente para elas captarem 14N em oposição a 15N porque é um elemento mais leve e mais fácil de metabolizar. Assim, devido à preferência da bactéria ao realizar processos biogeoquímicos tais como desnitrificação e volatilização de amônia, 14N é removido da água a uma taxa mais rápida do que 15N, resultando em mais 15N entrando no aquífero. 15N é aproximadamente 10-20‰ em oposição ao valores naturais de 15N de 2-8‰. O nitrogênio inorgânico que é emitido por fossas sépticas e outros esgotos de origem humana é geralmente na forma de {\displaystyle {\ce {NH4+}}}. Uma vez que o nitrogênio entra nos estuários via água subterrânea, pensa-se que, porque há mais 15N entrando, que também haverá mais 15N no montante de nitrogênio inorgânico entregue e que é mais captado pelos produtores que recebem N.  Apesar de 14N ser mais facilmente capturado, porque há muito mais 15N, ainda haverá quantidades assimiladas mais altas do que o normal. Esses níveis de δ15N podem ser examinados em criaturas que vivem na área e não são migratórias (tais como macrófitas, amêijoas e até alguns peixes).  Este método de identificação de altos níveis de entrada de nitrogênio está se tornando um método cada vez mais popular na tentativa de monitorar a entrada de nutrientes em estuários e ecossistemas costeiros. Os gestores ambientais estão cada vez mais preocupados em medir a entrada de nutrientes antropogênicos nos estuários porque o excesso de nutrientes pode levar a eutrofização e eventos de hipóxia, eliminando inteiramente os organismos de uma área.

##### Oxigênio-18
Análise da proporção de 18O para 16O nas conchas do molusco do delta do Colorado foi usada para avaliar a extensão histórica do estuário no delta do rio Colorado antes da construção das barragens a montante.

##### Hidrogênio-2
A razão de 2H, também conhecido como deutério, a 1H foi estudado em tecidos vegetais e animais. Os isótopos de hidrogênio no tecido da planta são correlacionados com os valores locais da água, mas variam com base no fracionamento durante fotossíntese, transpiração, e outros processos na formação da celulose. Um estudo sobre as razões de isótopos de tecidos de plantas que crescem dentro de uma pequena área no Texas encontrou tecidos de plantas com metabolismo MAC que foram enriquecidos em deutério em relação a plantas C4. Razões de isótopos de hidrogênio no tecido animal refletem a dieta, incluindo água potável, e têm sido usados para estudar a migração de pássaros e cadeias alimentares aquáticas.

### Ciência forense
Um desenvolvimento recente em ciência forense é a análise isotópica de fios de cabelo. O cabelo tem uma taxa de crescimento reconhecível de 9-11mm por mês 15 cm por ano. O crescimento de cabelo humano é principalmente uma função da dieta, especialmente a ingestão de água potável. As razões isotópicas estáveis de água potável são uma função da localização e da geologia pela qual a água se infiltra. 87Sr, 88Sr e as variações dos isótopos de oxigênio são diferentes em todo o mundo. Essas diferenças na razão isotópica são então biologicamente "definidas" em nosso cabelo à medida que ele cresce e, portanto, tornou-se possível identificar histórias geográficas recentes pela análise de fios de cabelo. Por exemplo, pode ser possível identificar se um suspeito de terrorismo esteve recentemente em um determinado local a partir de uma análise de cabelo. Esta análise capilar é um método não invasivo que está se tornando muito popular nos casos em que o DNA ou outros meios tradicionais não trazem respostas.
A análise de isótopos pode ser usada por investigadores forenses para determinar se duas ou mais amostras de explosivos são de origem comum. A maioria dos altos explosivos contém átomos de carbono, hidrogênio, nitrogênio e oxigênio e, portanto, a comparação de suas abundâncias relativas de isótopos pode revelar a existência de uma origem comum. Os pesquisadores também mostraram que a análise das razões 12C/13C pode localizar o país de origem de um determinado explosivo.
A análise isotópica estável também tem sido usada na identificação de rotas de tráfico de drogas. Abundâncias isotópicas são diferentes na morfina cultivada em papoulas no sudeste da Ásia e na papoula cultivada no sudoeste da Ásia. O mesmo se aplica à cocaína derivada da Bolívia e da Colômbia.

### Rastreabilidade
A análise isotópica estável também tem sido usada para rastrear a origem geográfica dos alimentos, madeira, e no rastreamento das fontes e destinos de nitratos no meio ambiente.

### Geologia
A geoquímica isotópica, também chamada de geoquímica de isótopos, é um aspecto da geologia baseado no estudo das concentrações relativas e absolutas dos elementos e seus isótopos na Terra, especialmente nas rochas e minerais, que também se dedica ao estudo da variação da composição isotópica em materiais naturais.
Um campo intimamente relacionado é a geocronologia, cujo objetivo é a determinação da idade das rochas, dos minerais, dos fósseis, a sucessão cronológica dos eventos geológicos na história da Terra.

### Hidrologia
Em hidrologia isotópica, isótopos estáveis de água (2H e 18O) são usados para estimar a origem, idade e caminhos de fluxo da água que flui através dos ecossistemas. Os principais efeitos que alteram a composição isotópica estável da água são evaporação e condensação. A variabilidade nos isótopos da água é usada para estudar as fontes de água para riachos e rios, taxas de evaporação, recarga de água subterrânea e outros processos hidrológicos.

### Paleoclimatologia
A proporção de 18O para 16O nos núcleos de gelo e de mar profundo é dependente da temperatura e pode ser usada como uma medida substituta para reconstruir a mudança climática. Durante os períodos mais frios da história da Terra (períodos glaciais), como durante as idades do gelo, 16O é preferencialmente evaporado dos oceanos mais frios, deixando o ligeiramente mais pesado e mais lento 18O para trás. Organismos tais como foraminíferos, que combinam o oxigênio dissolvido na água circundante com carbono e cálcio para construir suas conchas, portanto, incorporam o 18O em proporção ao 16O. Quando esses organismos morrem, eles se instalam no fundo do mar, preservando um longo e inestimável registro das mudanças climáticas globais durante grande parte do Quaternário. Similarmente, os núcleos de gelo em terra são enriquecidos no mais pesado 18O em relação ao 16O durante as fases climáticas mais quentes (interglaciais), pois mais energia está disponível para a evaporação do mais pesado isótopo 18O. O registro de isótopos de oxigênio preservado nos núcleos de gelo é, portanto, um "espelho" do registro contido nos sedimentos do oceano.
Os isótopos de oxigênio preservam um registro dos efeitos dos ciclos de Milankovitch nas mudanças climáticas durante o Quaternário, revelando uma ciclicidade de aproximadamente 100.000 anos no clima da Terra.